# Умар Гіндо
Умар Гіндо (фр. Oumar Guindo, нар. 12 грудня 1969) — малійський футболіст, який грав на позиції захисника. На клубному рівні Гіндо грав у складі клубу «Джоліба». У 1989 році Умар Гіндо у складі молодіжної збірної Малі брав участь у тогорічному молодіжному чемпіонаті світу. З 1989 до 1994 року футболіст грав у складі національної збірної Малі, у складі збірної брав участь у домашньому Кубку африканських націй 1994 року. Загалом у формі збірної Гіндо провів 5 матчів, у яких забитими голами не відзначився.
Після закінчення виступів на футбольних полях Умар Гіндо став футбольним тренером, і в 2016 році очолював жіночу збірну Малі на тогорічному жіночому Кубку африканських націй.